# Al McKibbon
Al McKibbon (1º gennaio 1919 – 29 luglio 2005) è stato un contrabbassista jazz statunitense, famoso per la sua attività nei generi bop, hard bop, e Latin jazz.
Dopo aver lavorato con Lucky Millinder, Tab Smith, J. C. Heard, e Coleman Hawkins, nel 1947 rimpiazzò Ray Brown nel gruppo di Dizzy Gillespie, rimanendovi fino al 1950. Negli anni cinquanta, dopo aver preso parte al progetto "Birth of the Cool" con Miles Davis, registrò con Earl Hines, Count Basie, Johnny Hodges, Thelonious Monk, George Shearing, Cal Tjader, Herbie Nichols e Coleman Hawkins. Si dice che sia stato McKibbon a risvegliare l'interesse di Cla Tjader nella musica latina.
McKibbon era un contrabbassista assai stimato, come dimostra il fatto che nel 1971 fu chiamato a far parte del supergruppo Giants of Jazz con Monk, Gillespie, Art Blakey, Kai Winding e Sonny Stitt, e continuò a suonare fino al 2004. Nel 1999, a 80 anni, registrò il primo album da leader, Tumbao Para Los Congueros Di Mi Vida (Blue Lady Records) che fu nominato per un Grammy quale miglior album di Latin jazz. Il suo secondo album, Black Orchid (Nine Yards Music), fu pubblicato nel 2004. McKibbon scrisse anche la postfazione del libro di Raul Fernandez, Latin Jazz, scritto per la Smithsonian Institution.